# Portela (Cuntis)
Portela (oficialmente Santa Eulalia de Portela) es una parroquia española del municipio de Cuntis, perteneciente a la provincia de Pontevedra, en la comunidad autónoma de Galicia.

## Historia
Hacia mediados del siglo XIX, el lugar, por entonces referido como una feligresía, tenía contabilizada una población de 327 habitantes. Aparece descrito en el decimotercer volumen del Diccionario geográfico-estadístico-histórico de España y sus posesiones de Ultramar de Pascual Madoz con las siguientes palabras:

PORTELA (Santa Eulalia): felig. en la prov. de Pontevedra (5 leg.), part. jud. de Caldas de Reyes (1 1/2), dióc. de Santiago (4 1/4), ayunt. de Baños de Cuntis, sit. al E. del monte Gesteiras, con libre nentilacion y clima sano. Tiene unas 70 casas en las ald. de Loureiro de abajo, Loureiro de arriba, portela, y Ricaforte. La igl. parr. (Sta. Eulalia) se halla servida por un cura de entrada, y de patronato laical. Hay tambien una hermita dedicada á Ntra. Sra. del Loreto. Confina el térm. con los de Piñeiro ó Belay, y Couselo, y con el mencionado monte; del cual bajan algunos Riach. que reuniéndose á otros desaguan luego en el Umia. El terreno participa de monte y llano. prod.: maiz, centeno, patatas, algunas legumbres y pastos: hay ganado vacuno, y caza de varias clases. pobl.: 73 vec., 327 alm. contr.: con su ayuntamiento (V.).
(Madoz, 1849, p. 161)

En 2022, tenía empadronados 177 habitantes.

## Patrimonio
Hay en la parroquia una iglesia de Santa Eulalia.